# Lycorina fici
Lycorina fici är en stekelart som beskrevs av André Seyrig 1932. Lycorina fici ingår i släktet Lycorina och familjen brokparasitsteklar. Inga underarter finns listade i Catalogue of Life.